# Ziemovit van Bytom
Ziemowit van Bytom (ook wel Duits: Siemowit/Semowit von Beuthen und Gleiwitz; (pl)  Siemowit bytomski; (cs)  Zemovít Bytomsko-Koselský) (1292 - na 1 juli 1342), was hertog van het hertogdom Bytom in Opper-Silezië in 1312-1316 en hertog van het hertogdom Gliwice van 1340 tot zijn dood. Hij was de derde zoon van hertog Casimir van Bytom en Helena Halicka.
Ziemovit verkreeg de hertogstitel over het in twee delen gesplitste hertogdom Bytom terwijl zijn vader nog in leven was, en wordt voor het eerst in 1311 als hertog vermeld. Na het overlijden van deze in 1312 behield hij deze bezittingen, en hetzelfde gold voor zijn oudere broers Bolesław die hertog bleef van Toszek en Wladislaus die de scepter van het hertogdom Koźle kreeg, en zijn jongere broer Mieszko die weliswaar toetrad tot de geestelijkheid, maar daarnaast ook hertog van Siewierz werd.
Vermoedelijk ontstond er vervolgens wat onenigheid tussen de broers over de verdeling van de nalatenschap; het is duidelijk dat vanaf 1316 Wladislaus de hertogstitel over Bythom voerde, en het is niet bekend of Ziemovit nog mederegent was. Wladislaus liet Ziemovit niet geheel met lege handen achter: na het overlijden van een van de buren, Leszek van Ratibor, viel het gebied Gliwice dat aan hem verpand was terug aan Bythom, en werd Ziemowits aldaar tot hertog benoemd. In de bronnen wordt Ziemowits voor het eerst in 1342 als zodanig benoemd. Latere levenstekenen zijn niet voorhanden; het is niet bekend of en waar hij overleed, en evenmin waar hij begraven zou zijn.
Daar Ziemowits geen nageslacht had werd zijn deelvorstendom Gliwice na zijn overlijden weer opgenomen in het Hertogdom Bythom.